# Titus (foguete)
O Titus, foi um foguete de sondagem, desenvolvido pela França, em meados da década de 60, o ONERA (Office National d'Études et de Recherches Aérospatiales),
decidiu criar dois foguetes voltados a estudos científicos. O segundo deles foi o Titus, tendo este, o objetivo de observar o eclipse solar de 1966. Este foguete,
usava os dois primeiros estágios do foguete Berenice, sendo o segundo estágio um SEPR 740-3. O conjunto de motores (principal e auxiliares) do
primeiro estágio, garantiam uma trajetória mais precisa, o que era especialmente útil para esse experimento.

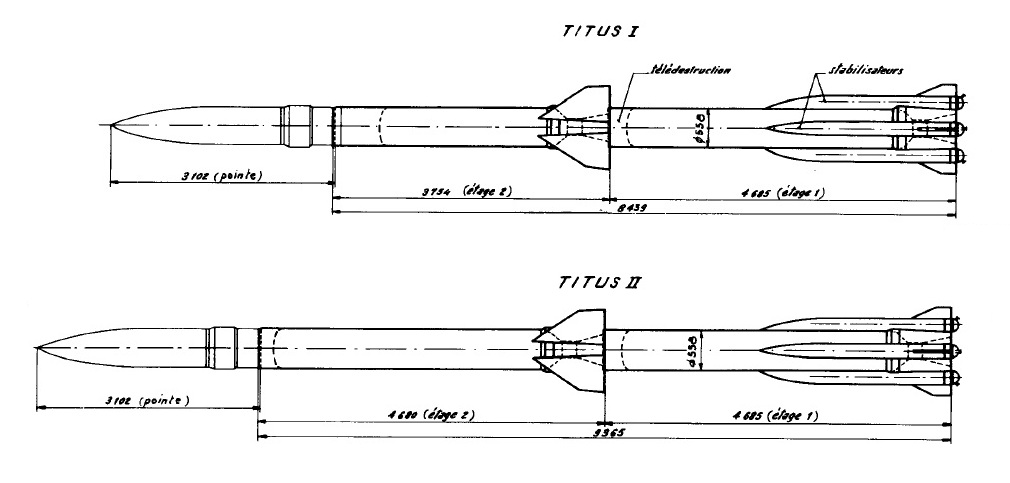
O foguete de sondagem Titus.

O Titus, media 11,6 m de altura e 56 cm de diâmetro, com 3.400 kg de massa total, e 170 kN de empuxo inicial, era capaz de conduzir cargas úteis de até 400kg a
um apogeu de 250 km. Devido a questões de logística para observar o fenômeno, os dois lançamentos do foguete Titus ocorreram em novembro de 1966, a partir de
Las Palmas, Chaco na Argentina, durante o eclipse. O segundo foguete lançado, possuía um segundo estágio (SEPR 740-3) um pouco mais longo,
chegando a massa total do conjunto a 4.030 kg.

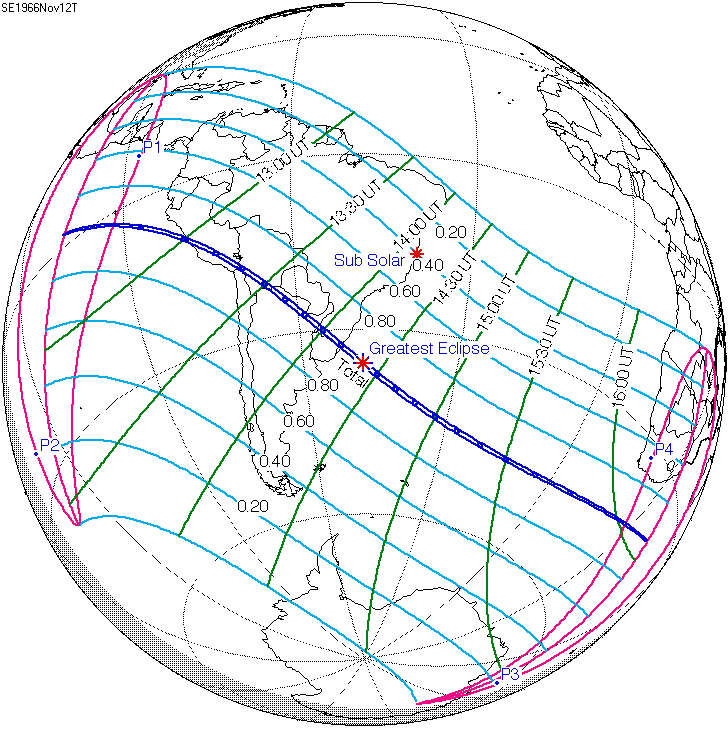
Trajetória da melhor área de visibilidade do eclipse total do Sol de 1966.